# Джардам
Джарда́м (азерб. Cardam) — село в Агдашском районе Азербайджана.

## История
Село Джардам в 1913 году согласно административно-территориальному делению Елизаветпольской губернии относилось к I участку, Беюк-Енгиджинскому сельскому обществу Арешского уезда.
В 1926 году согласно административно-территориальному делению Азербайджанской ССР село относилось к дайре Пример Примерного уезда.
После реформы административного деления и упразднения уездов в 1929 году был образован Джардам сельсовет в Агдашском районе Азербайджанской ССР.
Согласно административному делению 1961 года село Джардам входило в Джардамский сельсовет Агдашского района Азербайджанской ССР. Уже в 1977 году село Джардам входило в Нехрахалилский сельсовет Агдашского района..
В 1999 году в Азербайджане была проведена административная реформа и был учрежден Джардамский муниципалитет Агдашского района..

## География
Неподалеку от села проходит канал Казыкумлакарх.
Село находится в 9 км от райцентра Агдаш и в 199 км от Баку.
Высота села над уровнем моря — 23 метра.

## Население
| Численность населения | Численность населения | Численность населения |
| 1886                  | 1979                  | 1999                  |
| --------------------- | --------------------- | --------------------- |
| 474                   | ↗1800                 | ↘1320                 |

В 1886 году в селе было расположено 82 дома, в них проживали 474 человека — из них 250 мужчин и 224 женщины.

## Климат
| Показатель                                             | Янв. | Фев. | Март | Апр. | Май  | Июнь | Июль | Авг. | Сен. | Окт. | Нояб. | Дек. | Год |
| ------------------------------------------------------ | ---- | ---- | ---- | ---- | ---- | ---- | ---- | ---- | ---- | ---- | ----- | ---- | --- |
| Средний суточный максимум, °C                          | 7    | −8,3 | 12,5 | 20,3 | 25,3 | 29,9 | 33,3 | 32,3 | 28   | 21,2 | 14,3  | 9,1  | 20  |
| Средняя температура, °C                                | 3    | 4,3  | 8    | 14,5 | 19,4 | 23,9 | 27   | 26   | 22,2 | 16,1 | 10,1  | 5,1  | 15  |
| Средний суточный минимум, °C                           | −0,9 | 0,3  | 3,5  | 8,8  | 13,6 | 18   | 20,8 | 19,8 | 16,4 | 11   | 6     | 1,2  | 9,8 |
| Норма осадков, мм                                      | 24   | 29   | 33   | 42   | 55   | 40   | 21   | 24   | 26   | 53   | 32    | 27   | 406 |
| Источник: http://en.climate-data.org/location/992259/6 |      |      |      |      |      |      |      |      |      |      |       |      |     |

Среднегодовая температура воздуха в селе составляет +15,0 °C.

## Инфраструктура
В селе расположены средняя школа имени О. Гумматова и мечеть.